# Careys Peak
Careys Peak är en bergstopp i Australien. Den ligger i kommunen Gloucester Shire och delstaten New South Wales, i den sydöstra delen av landet, omkring 200 kilometer norr om delstatshuvudstaden Sydney. Toppen på Careys Peak är 1 544 meter över havet.
Trakten runt Careys Peak är nära nog obefolkad, med mindre än två invånare per kvadratkilometer.. Det finns inga samhällen i närheten. 
I omgivningarna runt Careys Peak växer i huvudsak städsegrön lövskog. Genomsnittlig årsnederbörd är 1 297 millimeter. Den regnigaste månaden är februari, med i genomsnitt 236 mm nederbörd, och den torraste är september, med 45 mm nederbörd.